# 1996 UM
1996 UM är en asteroid i huvudbältet som upptäcktes 18 oktober 1996 av den amerikanske astronomen Carl W. Hergenrother vid Catalina Station.
Den tillhör asteroidgruppen Hungaria.